# سلولیت (عفونت بافت)
سلولیت (به انگلیسی: Cellulitis) نوعی عفونت باکتریایی است که پوست را درگیر می‌کند.  این بیماری مخصوصاً غشاء میان‌پوستی و چربی زیرجلدی را تحت تأثیر قرار می‌دهد.  علائم و نشانه‌های این بیماری شامل یک ناحیهٔ قرمز رنگ است که ظرف چند روز وسیع‌تر می‌شود.  اطراف این محدودهٔ قرمز رنگ عموماً دارای لبه نیست و ممکن است پوست ورم کند.  در حالی که امکان دارد با فشار دادن قسمت قرمز، رنگ آن سفید شود، اما این امر همیشه صدق نمی‌کند.  محدودهٔ عفونت کرده معمولاً دردناک است. گاه‌وبیگاه عروق لنفاوی هم ممکن است درگیر این بیماری شوند و شخص مبتلا ممکن است تب کند یا احساس خستگی نماید.
پاها و صورت معمولاً اعضایی از بدن هستند که درگیر این بیماری می‌شوند،  هرچند که سلولیت ممکن است در هر قسمتی از بدن اتفاق بیفتد. پاها معمولاً بعد از بریده شدن و شکافت پوست عفونی می‌شوند.  از دیگر عوامل خطر می‌توان به مرض چاقی، تورم پا و کهنسالی اشاره کرد.  در مورد عفونت صورت، مواردی مانند بریده شدن و شکافت پوست از قبل، الزاماً باعث این بیماری نمی‌شوند.ولی جراحت‌های خفیف را نباید نادیده گرفت و در پاکیزه نگهداشتن  آنها کوتاهی کرد.  باکتری‌هایی که معمولاً این بیماری را به وجود می‌آورند شامل استرپتوکوک و استافیلوکوکوس اورئوس هستند.  بر خلاف سلولیت، باد سرخ نوعی عفونت باکتریایی است که بیشتر لایه‌های سطحی پوست را درگیر می‌نماید و شامل قسمتی قرمز رنگ با لبه‌های کاملاً مشخص می‌شود و بیشتر با تب همراه است. عفونت‌های جدی‌تری همچون کورک استخوان (عفونت استخوان) یا التهاب غلاف نکروزان را باید غیرمحتمل انگاشت.
تشخیص این بیماری معمولاً با کشت سلولی صورت می‌گیرد که علائم و نشانه‌های آن در این روش مشخص می‌شود، البته این روش به ندرت امکان‌پذیر است. این بیماری اغلب با آنتی‌بیوتیک‌های خوراکی از قبیل سفالکسین، آموکسی‌سیلین یا کلوگزاسیلین درمان می‌شود. برای افرادی که شدیداً به پنی‌سیلین حساسیت دارند، اریترومایسین یا کلیندامایسین می‌تواند مورد استفاده قرار گیرد. هرگاه استافیلوکوک اورئوس مقاوم به متی‌سیلین یا (MRSA) عاملی برای نگرانی باشد، توصیه می‌شود که از داکسی‌سایکلین یا تری متوپریم / سولفامتوکسازول نیز به صورت اضافه استفاده شود. این نگرانی در مورد وجود چرک یا عفونت‌های پیشین به MRSA است. استروئیدها می‌توانند سرعت بهبودی در بیماران تحت درمان با آنتی‌بیوتیک را تسریع بخشند. بالا آوردن منطقهٔ عفونت کرده می‌تواند مفید باشد. داروی مسکن نیز اثرگذار است.
حدود ۹۵ درصد از بیماران بعد از هفت تا ده روز درمان حال‌شان رو به بهبود می‌رود. عوارض بالقوهٔ این بیماری شامل تشکیل ورم چرکی است.  عفونت‌های پوستی هر ساله، از هر هزار نفر دو نفر را مبتلا می‌سازد. سلولیت در سال ۲۰۱۰ باعث مرگ ۲۷ هزار نفر در سراسر دنیا شد. در بریتانیا، سلولیت دلیل ۱٫۶ پذیرش بیمارستان‌ها بوده‌است.

## نگارخانه

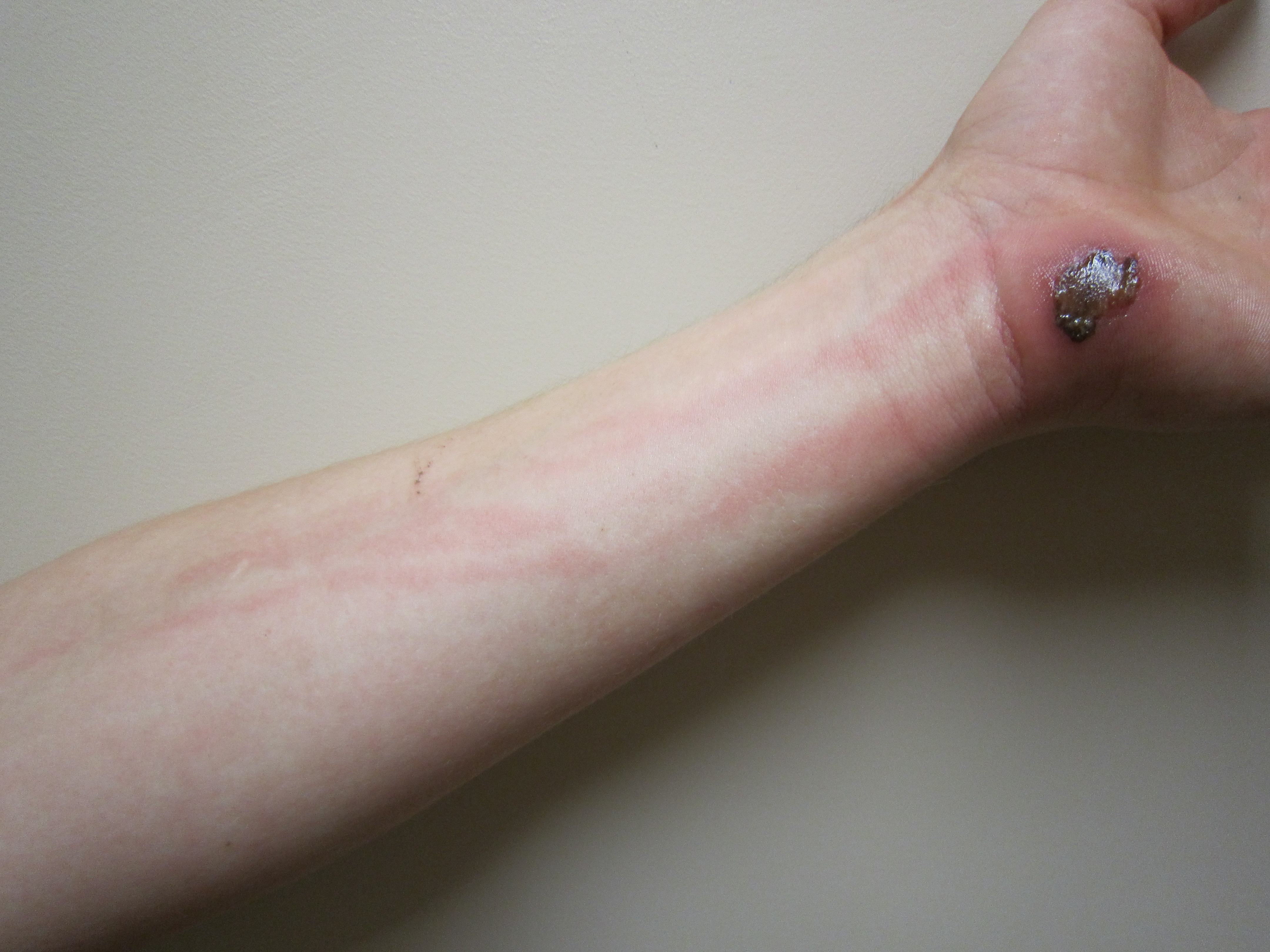
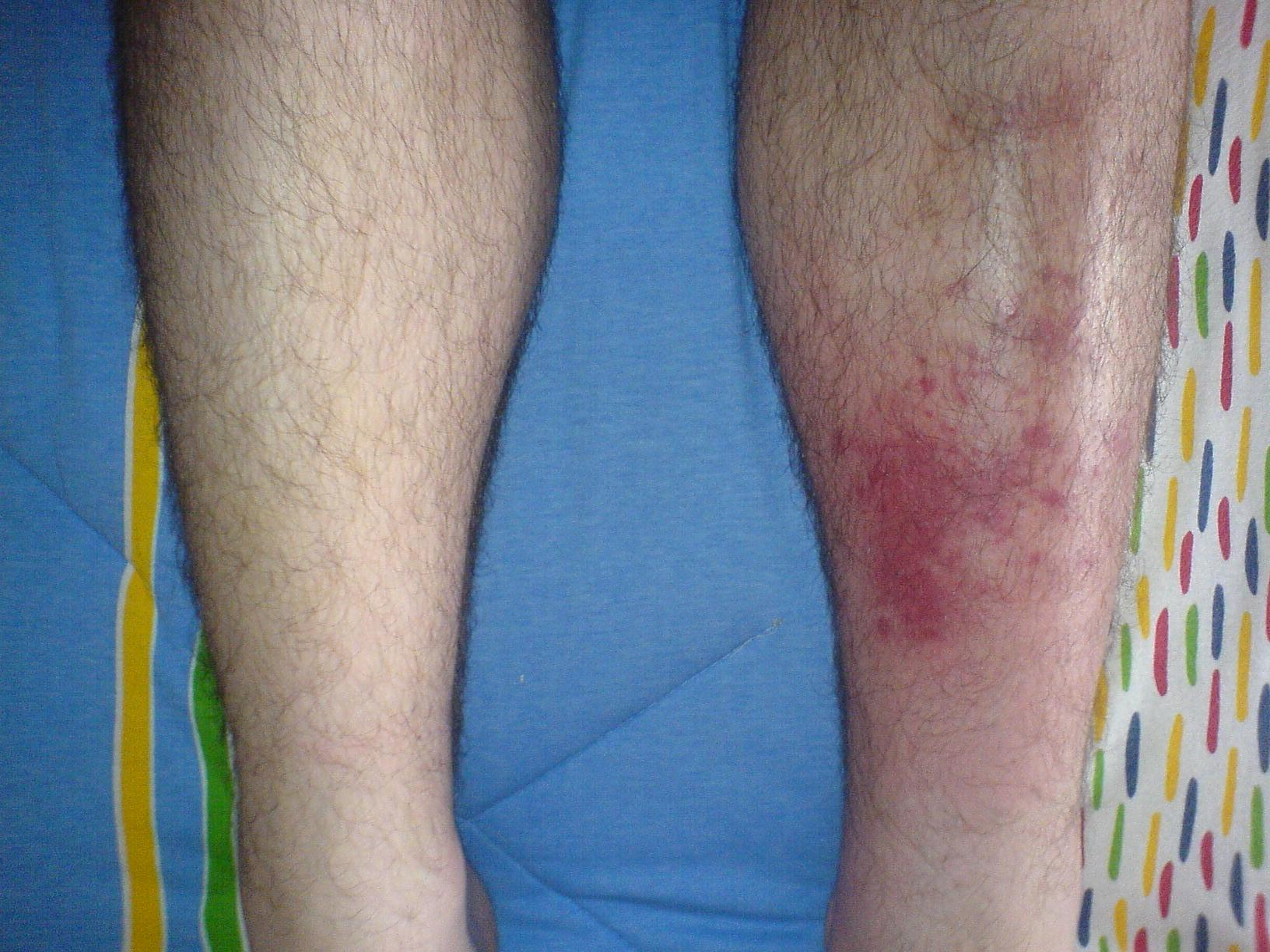